# Liste des évêques de Sion

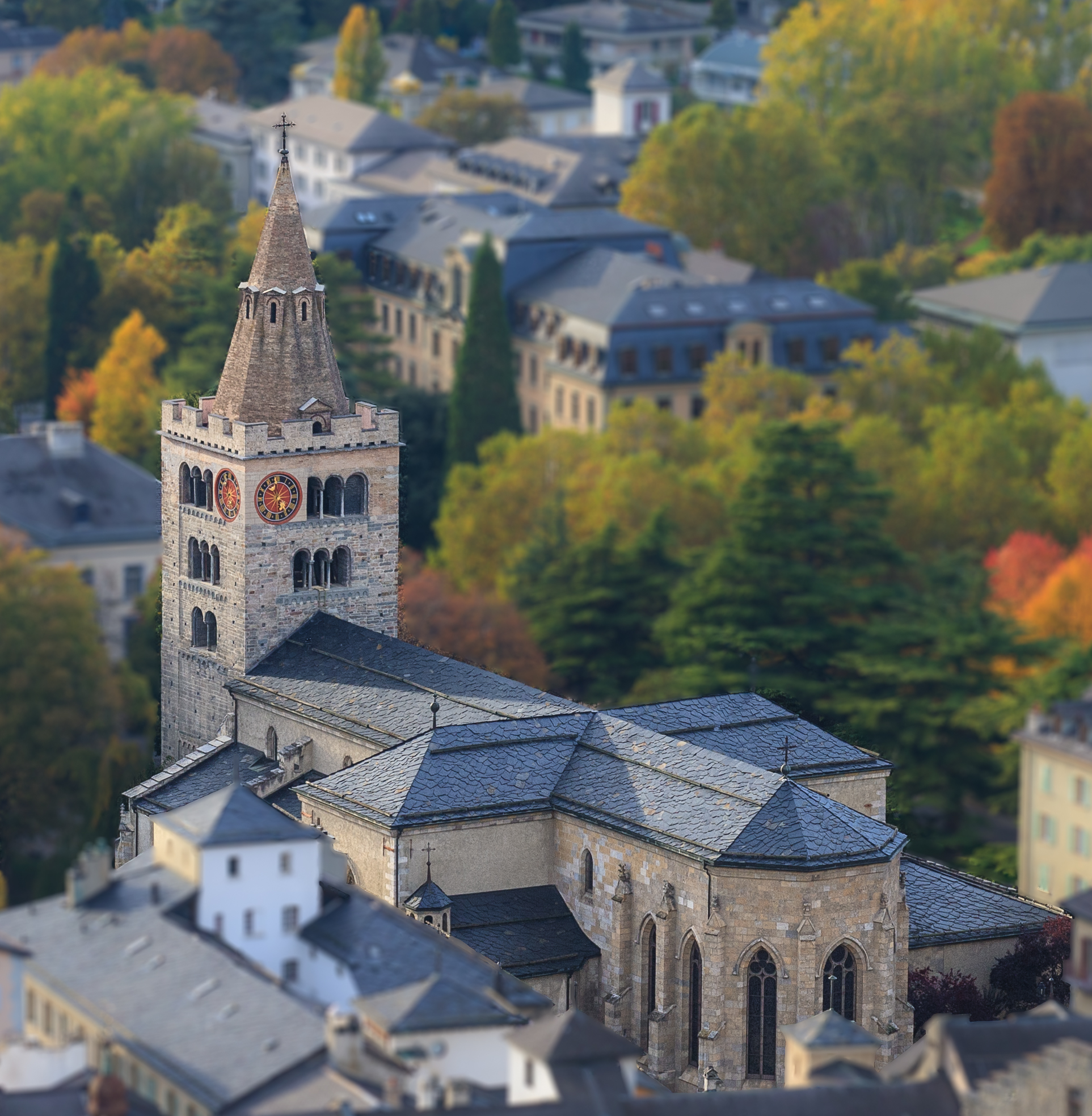
La cathédrale Notre-Dame de Sion.

La liste des évêques de Sion recense le nom des évêques qui se sont succédé sur le siège épiscopal de Sion, dans la région du Valais, en Suisse.
Le siège se trouve, jusqu'à la seconde moitié du VIe siècle, à Octodurus (sur le territoire actuel de Martigny), puis il est transféré, entre 565 et 585, à Sion, en raison du contexte. Le premier évêque attesté est Théodore (Theodorus episcopus octodorensis), qui signe au Concile d'Aquilée, en 381,.

## Les évêques d'Octodurus (IVesiècle-565)
Les deux premiers évêques sont connus, les noms qui suivent « ne sont que de purs noms », rappelle l'archiviste d'État, Catherine Santschi,.
| Date          | Nom                                                               | Commentaire |
| ------------- | ----------------------------------------------------------------- | --- |
| 381 — 393     | Théodore (Theodorus), que la « tradition appelle saint Théodule » | Concile d'Aquilée (381), et probablement celui de Milan (390). |
| v. 450        | Salvius/Sylvius                                                   | Destinataire de Passio Acaunensium martyrum de l'évêque de Lyon, Eucher,. |
| v. 490        | Prothais (Protasius)                                              | Assiste à la translation de saint Innocent d'Agaune. |
| 515 — 517/529 | Constantius                                                       | Participe au Concile d'Épaone (517),. |
| 541-549       | Rufus                                                             | Dernier à se désigner comme évêque d'Octodure ; participe aux deux conciles d'Orléans (541 et 549),. |
| 565           | Agricola                                                          | Donné par la chronique de Marius, évêque d'Avenches. Il aurait subi une tentative d'assassinat (565),, de la part de moines de Saint-Maurice ; il serait peut-être l'auteur du déplacement du siège épiscopal à Sion. |

## Les évêques de Sion
Le catalogue présenté peut s'appuyer sur la liste donnée dans l'article « Sion (diocèse) » (2012), de Gregor Zenhäusern, publié dans le projet encyclopédique Dictionnaire historique de la Suisse, et complété parfois par l'Helvetia sacra. Lorsque les dates de règnes ne sont pas connues, mais que seuls quelques actes datés sont connus, les dates extrêmes sont indiquées en italique.
| Début         | Fin              | Nom                                                                                                   | Commentaire |
| ------------- | ---------------- | --- | --- |
| 585           | ?                | Héliodore (Heliodorus), saint                                                                         | Souscrit au Second concile de Mâcon,. |
| 602/603 (?)   |                  | Rusticus (?)                                                                                          | |
| 613           | 614              | Leudemond (Leudemundus)                                                                               | Participe au Concile de Paris (614). À l'origine, avec le patrice Aletheus, d'un complot contre le roi Clotaire II,. |
| ap. 614 (?)   |                  | Dracoald                                                                                              | |
| 647           | 653              | Prothais (Protasius)                                                                                  | Participe au Concile de Chalon(-sur-Saône) (650). |
| 669           | 680              | Aimé de Sion (Amatus, Amé)                                                                            | Conspire contre Thierry III, roi de Neustrie et de Bourgogne. Fête le 13 septembre,. |
| 762           | 765              | Willicaire (Willicarius /Wilcharius)                                                                  | Ancien archevêque de Vienne, abbé de Saint-Maurice d'Agaune,. |
| 786/788 (?)   | 796/798 (?)      | Altheus                                                                                               | saint, abbé de Saint-Maurice d'Agaune,. Probablement parent de Charlemagne ; l'aurait accompagné à Rome vers 786-788. Fêté le 13 mars à Saint-Maurice et le 23 septembre à Sion. |
|               |                  | Adalong (Adalongus)                                                                                   | abbé de Saint-Maurice d'Agaune,. |
| 825           | 857 (?)          | Heyminus/Heyminius, parfois Aimon Ier                                                                 | abbé de Saint-Maurice d'Agaune,. |
| 877           | 899-910          | Waltherius, Walterius                                                                                 | Participe au Concile de Ravenne |
| 932           |                  | Asmundus                                                                                              | |
| ...           |                  | Vulfinus                                                                                              | Mentionné dans le nécrologe de la cathédrale de Sion, mais sans date. |
| vers 940      |                  | Manfredus (?)                                                                                         | |
| Xe siècle (?) |                  | Vultcherius                                                                                           | Parfois confondu avec l'évêque et abbé de St-Maurice Willicaire. |
| 983           | 985 (984 ?)      | Amizo                                                                                                 | Mentionné en 983, comme évêque et chanoine de l'abbaye de St-Maurice d’Agaune dans un acte d'échange. |
| 993-994       | 1018-1020        | Hugues                                                                                                | D'origine inconnue, proche du roi Rodolphe III, il reçoit les droits comtaux sur le Valais, vers 999. |
|               | ?                | Eberhardus                                                                                            | Les auteurs le placent par habitude après Hugues ; mais les auteurs du Helvetia sacra considèrent qu'il aurait « tout aussi bien » avoir vécu au Xe siècle. |
| 1034          | 13 juillet 1054  | Aimo/Aymon de Savoie                                                                                  | Probable fils du comte comte Humbert, comte en Maurienne, il succède à son frère Burcard, vers 1049/50, comme abbé de Saint-Maurice. |
| 1054          | 1087-1090        | Ermenfroi/Hermenfroi                                                                                  | Probablement parent des comtes de Maurienne-Savoie, légat du pape, chancelier de Bourgogne (1082-1087). Participe au concile de Lisieux en mai 1055 qui voit la destitution de l'archevêque de Rouen Mauger. |
| av. 1092      | ...              | Gausbertus                                                                                            | ... |
| 1107          | 1116             | Vilencus                                                                                              | |
| 1135          | 1138             | Boson                                                                                                 | |
| 1138          | 1150             | Guérin.                                                                                               | saint |
| 1150          | 1162(?)          | Louis.                                                                                                | Parfois à la famille de Grandson . En 1159 reconnaît l'antipape Victor IV |
| 1162          | 1168 (?)         | Amédée de La Tour.                                                                                    | Reconnaît le pape Alexandre III |
| 1176          | 1177             | Guillaume de Blonay                                                                                   | élu, non consacré. |
| 1179          | 1181 ou 1184     | Conon                                                                                                 | Pouvant appartenir à la famille de Mont. Participe au troisième concile du Latran |
| 1184 (?)      | 1196 (?)         | Guillaume                                                                                             | Création de la principauté épiscopale en 1189. Chanoine des abbayes d'Abondance et de Saint-Maurice d'Agaune, dont il a été abbé (1179-1181/1184). |
| 1196          | 1203             | Nantelme d'Écublens                                                                                   | |
| 1203          | 1205             | Guillaume de Saillon                                                                                  | |
| 1206          | 1237             | Landri de Mont                                                                                        | Participe au quatrième concile du Latran |
| 1237          | 1243             | Boson II de Granges                                                                                   | |
| 1243          | 1271             | Henri de Rarogne                                                                                      | Entreprend la construction du château de la Bâtiaz à Martigny |
| 1271          | 1273             | Rodolphe de Valpelline                                                                                | |
| 1273          | 1287             | Pierre d'Oron                                                                                         | |
| février 1287  | 15 décembre 1289 | | pas d'évêque |
| 1289          | 1308             | Boniface de Challant                                                                                  | Entreprend la construction du château de Tourbillon |
| 1308          | 1323             | Aymon III de Challant-Châtillon                                                                       | |
| 1323          | 1338             | Aymon IV de la Tour dit de Châtillon                                                                  | |
| 1338          | 1342             | Philippe de Chambarlhac                                                                               | |
| 1342          | 1375             | Guichard Tavelli                                                                                      | Assassiné par défenestration du château de la Soie |
| 1375          | 1386             | Édouard de Savoie dit d'Achaïe                                                                        | Grand schisme d'Occident, reconnaît le pape d'Avignon |
| 1386          | 1386             | Guillaume de Beauregard Guillaume de La Baume-Saint-Amour (selon la tradition)                        | Ancien abbé de Saint-Claude. Grand schisme d'Occident, reconnaît le pape d'Avignon. La mention de Guillaume de La Baume repose sur la liste des abbés de Saint-Claude (repris notamment par la notice du DHS), toutefois l'historiographie contemporaine considère que l'abbé transféré est Guillaume de Beauregard,. |
| 1387          | 1387             | Robert Chambrier                                                                                      | Grand schisme d'Occident, reconnaît le pape d'Avignon |
| 1388          | 1392             | Humbert de Billens                                                                                    | Grand schisme d'Occident, reconnaît le pape d'Avignon |
| 1392          | 1393             | Henri de Blanchis (de Blanches) de Vellate                                                            | Grand schisme d'Occident, reconnaît le pape de Rome |
| 1394          | 1402             | Guillaume Ier de Rarogne, dit le Bon                                                                  | Grand schisme d'Occident, reconnaît le pape de Rome |
| 1402          | 1418             | Guillaume II de Rarogne                                                                               | Grand schisme d'Occident, reconnaît le pape de Rome |
| 1418          | 1437             | André dei Benzi de Gualdo (de)                                                                        | Archevêque de Kolocza en Hongrie, administrateur dès 1418, évêque dès 1431 |
| 1437          | 1451             | Guillaume III de Rarogne                                                                              | |
| 1451          | 1457             | Henri Asperlin                                                                                        | |
| 1457          | 1482             | Walter Supersaxo                                                                                      | Conquête du Bas-Valais |
| 1482          | 1496             | Jost von Silenen                                                                                      | |
| 1496          | 1499             | Nicolas Schiner                                                                                       | |
| 1499          | 1522             | Matthieu Schiner                                                                                      | Cardinal, neveu du précédent, acteur majeur des Guerres d'Italie |
| 1522          | 1529             | Philippe am Hengart (= de Platea) (non reconnu par Rome) Paulus Emilius Cesio (non reconnu en Valais) | Le premier fut élu par la Diète en 1522 mais non reconnu par Rome, il démissionna en 1529 face à l'impasse politique. Le second fut nommé par Rome en 1522 mais ne vint jamais en Valais. |
| 1529          | 1545             | Adrien Ier de Riedmatten                                                                              | Elu en 1529 par la Diète et reconnu par Rome en 1532 |
| 1548          | 1565             | Jean Jordan                                                                                           | |
| 1565          | 1604             | Hildebrand Ier de Riedmatten                                                                          | |
| 1604          | 1613             | Adrien II de Riedmatten                                                                               | |
| 1613          | 1638             | Hildebrand II Jost                                                                                    | |
| 1638          | 1640             | Barthélemy Supersaxo                                                                                  | |
| 1640          | 1646             | Adrien III de Riedmatten                                                                              | |
| 1646          | 1672             | Adrien IV de Riedmatten                                                                               | |
| 1672          | 1701             | Adrien V de Riedmatten                                                                                | |
| 1701          | 1734             | François-Joseph Supersaxo                                                                             | |
| 1734          | 1752             | Jean-Joseph-Arnold Blatter                                                                            | |
| 1752          | 1760             | Jean-Hildebrand Roten                                                                                 | |
| 1760          | 1780             | François-Joseph-Frédéric Ambuel                                                                       | |
| 1780          | 1790             | François-Melchior-Joseph Zen-Ruffinen                                                                 | |
| 1790          | 1807             | Joseph-Antoine Blatter                                                                                | Dernier évêque à porter le titre de comte et préfet du Valais ; en 1799, il doit se réfugier à Novare pendant quelques mois |
| 1807          | 1817             | Joseph-François-Xavier de Preux                                                                       | |
| 1817          | 1829             | Auguste-Sulpice Zen-Ruffinen                                                                          | |
| 1830          | 1843             | Maurice-Fabien Roten                                                                                  | Entre 1838 et 1840, construit l'actuel palais épiscopal |
| 1843          | 1875             | Pierre-Joseph de Preux                                                                                | |
| 1875          | 1901             | Adrien VI Jardinier                                                                                   | |
| 1901          | 1918             | Jules-Maurice Abbet                                                                                   | |
| 1919          | 1952             | Viktor Bieler                                                                                         | |
| 1952          | 1977             | François-Nestor Adam                                                                                  | Chanoine régulier de la Congrégation du Grand-Saint-Bernard, prévôt de cette même congrégation de 1939 à 1952. |
| 1977          | 1995             | Henri Schwery                                                                                         | Devint cardinal au Consistoire de 1991, participa au conclave de 2005. |
| 1995          | 2014             | Norbert Brunner                                                                                       | Fait part de sa volonté de renoncer à sa charge le 5 juin 2013. Ce retrait est accepté par le pape François le 8 juillet 2014 |
| 2014          | en cours         | Jean-Marie Lovey                                                                                      | |